# Hollandscheveld
Hollandscheveld est un village situé dans la commune néerlandaise de Hoogeveen, dans la province de Drenthe. Le village compte 4 428 habitants en 2011.

## Personnalités
- Johannes Post (1906-1944), résistant néerlandais, est né à Hollandscheveld.